# Gottlob Haubold von Liebenau
Gottlob Haubold von Liebenau (* 1721 in Wurzen; † 9. Februar 1792 in Pegau) war ein kurfürstlich-sächsischer Generalmajor.

## Leben

### Militärkarriere
Liebenau trat 1737 im Alter von 16 Jahren in die kursächsische Armee als Kadett ein. Innerhalb seiner 55 Dienstjahre avancierte er zum Generalmajor. Liebenau nahm mit der sächsischen Armee an allen drei Schlesischen Kriegen teil, 1740/42 an der Seite Preußens gegen Österreich, 1744/45 dann an der Seite Österreichs gegen Preußen und im Siebenjährigen Krieg 1756/63 wieder an der Seite von Österreich.
Mitte der 1780er Jahre diente Liebenau als Oberstleutnant beim Kürassier-Regiment „Anhalt“. 1786 wurde er vom sächsischen Kurfürst Johann Georg III. zum Kommandeur des Kürassier-Regiments „Kurfürst“ unter gleichzeitiger Beförderung zum Oberst ernannt. Als solcher ist er auch in den kurfürstlich-sächsischen Hof- und Staatskalendern von 1787 bis 1790 verzeichnet.
Liebenau verstarb im 72. Lebensjahr am Schlagfluss im damaligen Stabsquartier der kursächsischen Armee.

### Familie
Gottlob Haubold entstammte dem Adelsgeschlecht von Liebenau. Sein Vater war der kursächsische Obristleutnant von Liebenau, seine Mutter Johanne Helene, geborene von Wolffersdorff. Er hatte noch drei Schwestern:
- Christiane Sophie (1720–1795)[5] ⚭ Heinrich Wilhelm von Schönberg (1723–1763), Vize-Kreishauptmann
- Friederike Sophie (1722–1790)[6] ⚭ Heinrich Gottlob von Biebra († 1772), Obrist und Generaladjutant[7]
- Auguste Sophie.[8]

Liebenau war mit Sophia Dorothea von Derschau (1731–1804) verheiratet. Sie war eine Tochter des preußischen Generalmajors Christian Reinhold von Derschau (1679–1742) und dessen Ehefrau Louise Charlotte, geborene von Sturm. Liebenaus Ehefrau war auch die Schwester des preußischen Geheimen Staatsministers Friedrich Wilhelm von Derschau (1723–1779).